# Chacolí

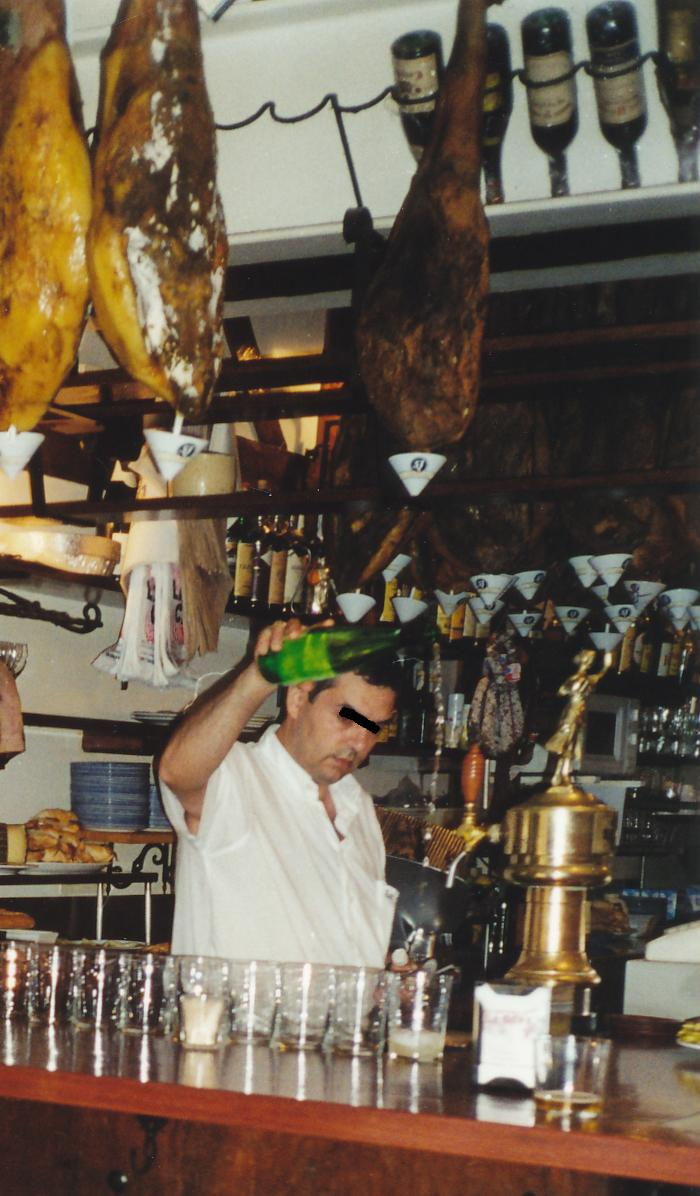
Despacho en un bar de San Sebastián

El chacolí (del euskera txakolin) es un vino, normalmente blanco, que se produce principalmente en el País Vasco y, en menor medida, también en Cantabria, Burgos y algunos lugares de Chile. El Diccionario de la lengua española lo define como un «vino ligero algo agrio que se hace en el País Vasco, en Cantabria y en Chile», mientras que el diccionario de la lengua vasca lo define como un «vino ligero y bastante ácido elaborado sobre todo en la costa del País Vasco». Hoy en día, ninguna de esas definiciones son totalmente ciertas, puesto que además de elaborarse en zonas de interior, hay numerosos chacolís que carecen de la acidez de los chacolís tradicionales, reuniendo las características habituales de otros vinos. No obstante, por definición, el chacolí es un vino con cierta acidez, que lo diferencia del resto de vinos.
El chacolí se elabora a partir de uvas de la variedad Courbu, denominadas en España como hondarrabi zuri (blanca) y hondarrabi beltza (tinta; esta última mucho menos extendida). Esta variedad de difícil cultivo tiene la característica de dar un vino ácido, siendo un vino fresco y fácil de beber. El chacolí tradicional es ligeramente carbonatado y con una graduación alcohólica algo inferior a los vinos tradicionales; sin embargo muchos de los chacolí actuales, en los que se utilizan también otras uvas, carecen de carbónico y contienen una graduación alcohólica similar a otros vinos. La mayor producción se centra en las bodegas de las localidades costeras vascas de Guetaria, Zarauz y Aya, pertenecientes a la Denominación de Origen Chacolí de Guetaria.

## Producción
Antaño el Txakoli era producido en caseríos o casas de campo de manera artesanal. Fue objeto de comercio, al menos desde principios del siglo XVI en Guipúzcoa, de cuando data el primer documento histórico en el que se hace referencia al Txakoli como tal.

Hacia el siglo XVII ya hay también referencias en Vizcaya acerca del Txakoli.

A principios del siglo XIX, si no antes, se pagaban diezmos del chacolí desde Vizcaya al Conde de Montijo, dando lugar a varios pleitos.

 Entrado el siglo XIX también se tienen noticias del comercio de chacolí entre Vizcaya y poblaciones de Cantabria como Colindres.
. Sin embargo, a mediados del siglo XIX la producción de chacolí cántabro era superior a la de las provincias vascongadas.
La producción es principalmente de vino blanco, aunque en menor cantidad también se producen rosados y tintos. El color del vino blanco es amarillo pálido; en nariz denota intensos aromas a cítricos, hierbas y flores; en boca es fresco, ligeramente ácido y fácil de beber. Tiene que servirse fresco.
Antes de consumirlo se escanciaba, como se hace con la sidra natural actualmente. Esto se debe a que antiguamente no se filtraba ni clarificaba. En los últimos años varias bodegas han empezado a estudiar y mejorar su elaboración para conseguir mejor gusto y aromas, obteniendo vinos con un sabor muy satisfactorio.

## País Vasco

Extensión de los vinos con denominaciones de origen en el País Vasco.

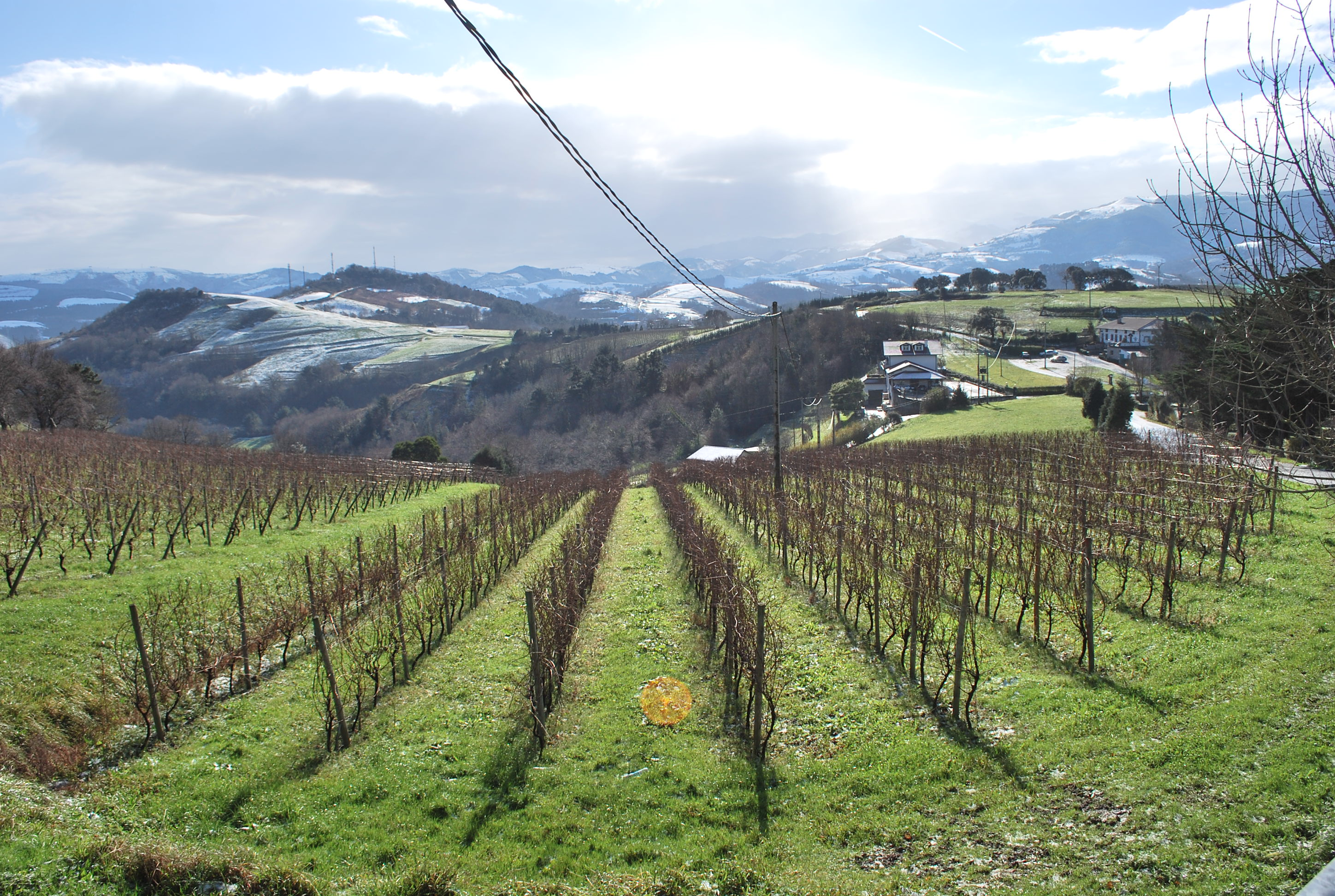
Viñedos de chacolí en Zarauz

En noviembre de 2010 el Gobierno Vasco decidió comenzar a tramitar la solicitud al Gobierno español para que se protegiera el chacolí como vino con denominación exclusiva del País Vasco.
Finalmente la Oficina de Armonización del Mercado Interior y el Tribunal General de la Unión Europea fallaron que los términos chacolí, txakolina o txakoli únicamente indican una característica de los vinos y un tipo de producción de vino de carácter tradicional, no pudiendo usarse como una marca comercial con exclusividad de uso por una determinada zona geográfica. No obstante, la misma sentencia del tribunal de la UE reconoce que dichos términos solo pueden ser usados bajo el amparo de las denominaciones de origen reconocidas para ese tipo de vino, no admitiendose el uso de dichos términos como denominación comercial por vinos sin denominación de origen.
A día de hoy existen las siguientes Denominaciones de Origen:
- Chacolí de Álava: denominación de origen de Álava, concretamente en la Tierra de Ayala, el Valle de Arrastaria y el Valle de Llodio.
- Chacolí de Vizcaya: denominación de origen de Vizcaya, sobre todo en Baquio y Valmaseda.
- Chacolí de Guetaria: denominación de origen de Guetaria (Guipúzcoa). Producido principalmente en Guetaria, Zarauz y Aya aunque actualmente se extiende a toda Guipúzcoa.

## Cantabria
El chacolí fue hasta finales del siglo XIX un producto generalizado en la vertiente cantábrica. En Cantabria, entre los siglos XVIII y XIX hubo grandes producciones de chacolí extendidas por gran parte del territorio para consumo y exportación. Las principales zonas de producción de chacolí y plantación de viñas fueron la comarca de Trasmiera con pueblos como Colindres, Arnuero, Meruelo, Argoños y Noja, e incluso zonas circundantes de la capital Santander, como Cueto.

## Miranda de Ebro y norte de Burgos

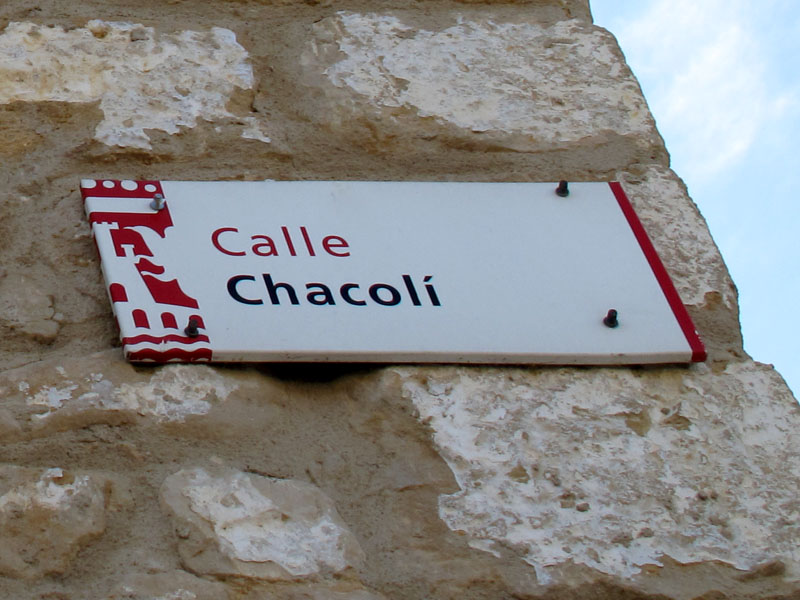
Calle en honor del "chacolí" en el barrio de Bardauri de Miranda de Ebro.

El norte de la provincia de Burgos, en Castilla y León, es también una zona productora de chacolí. Se tienen noticias de plantaciones de vides en esta zona desde la época romana. Teniendo constancia del cultivo de chacolí en los últimos siglos, en toda la mitad norte de La Bureba, en el Valle de Tobalina, en Las Caderechas, en el Valle de Mena y en Miranda y su alfoz.
En Miranda de Ebro la producción de chacolí fue muy común hasta la segunda mitad del siglo XX, e incluso una calle de su barrio de Bardauri esta bautizada en honor de esta bebida históricamente tradicional en la localidad.

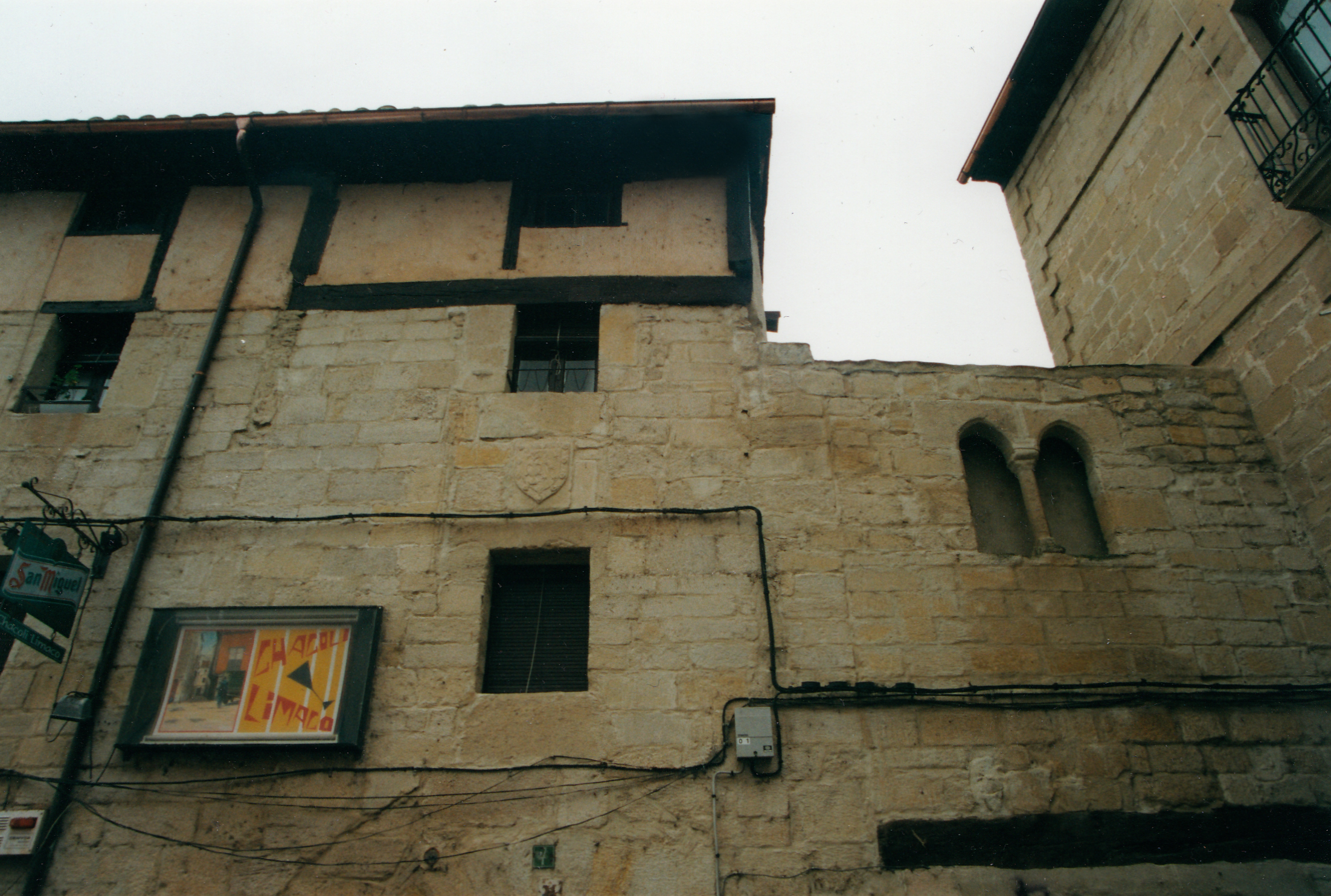
Carteles de acceso al "Chacolí Limaco" de Miranda de Ebro, que todavía se encontraba abierto a comienzos del en un conocido edificio histórico actualmente en el mismo estado, en la calle del Mercado Viejo

Las bodegas y tabernas de esta ciudad donde se producía y vendía tomaban en sí mismas el nombre de chacolís, en lugar de bares o tabernas. Hasta la década de los años 1990, y aunque ya sin esa función, pervivían en la ciudad varios locales que todavía los mirandeses recuerdan: Chacolí Limaco, Chacolí Chamorro, etc. En la vendimia de 2010 se recogieron en el entorno de Miranda de Ebro mil kilos de uva para la producción de estos vinos. En 1987 el Instituto Municipal de la Historia de la ciudad publicó un libro sobre el tema con el título "Viñedos y vino chacolí en la historia de Miranda de Ebro" (ISBN 84-404-0190-6), escrito por Ramón Ojeda San Miguel y Jesús Alberto Ruiz Larrad.
En el Valle de Mena se produce chacolí desde hace siglos, pero sin denominación de origen. En 2010, la Diputación Provincial de Burgos aprobó un proyecto de impulso a la producción de chacolí en la zona.
En 2015 la Junta de Castilla y León certificó como Vino de la Tierra de Castilla y León (una Indicación Geográfica Protegida, IGP) al producido por una bodega de Miranda de Ebro, si bien se comercializa bajo la denominación de Ch, ya que al no ser una Denominación de Origen, no pueden comercializarlo como chacolí.

## Chile

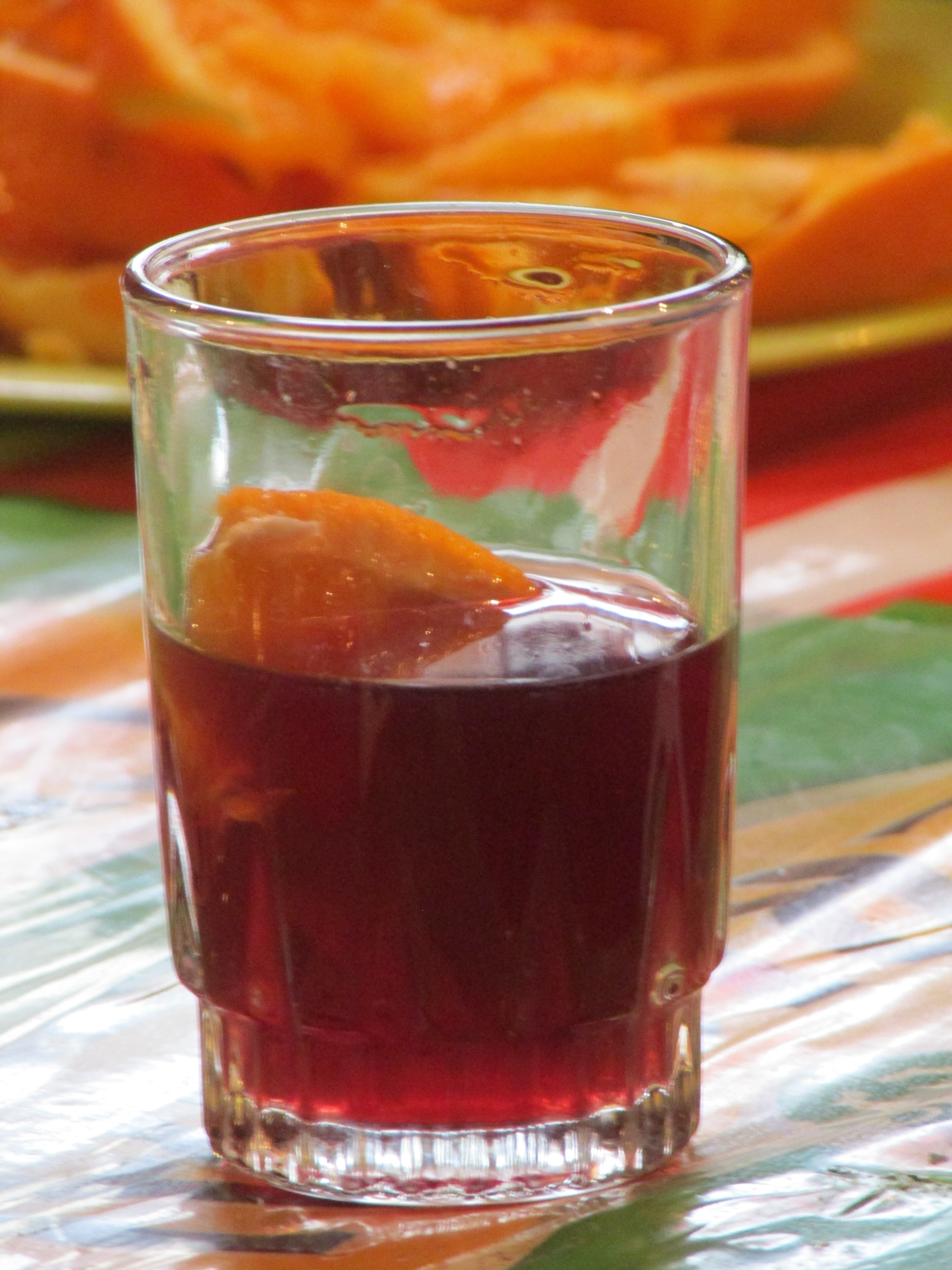
Vaso de chacolí chileno con rodajas de naranjas.

En Chile se elabora desde hace décadas un vino denominado chacolí: «La permanencia hasta nuestros días de dos bebidas alcohólicas de origen español, una denominada Pajarete, producida en el valle del río Huasco y valle del río Elqui y, la otra, el chacolí, producto genuino del valle de Copiapó y del valle del Choapa, es un testimonio histórico de la adaptación y reproducción de ciertos productos europeos para recrear la vida cotidiana de sus orígenes culturales y telúricos.» Se trata de un vino distinto al producido en el País Vasco pero posee el mismo nombre. Hay referencias históricas de la producción del vino Chacolí de Chile desde el comienzo del siglo XIX.
En la localidad de Doñihue en el Valle de Cachapoal se celebra anualmente la "Fiesta del Chacolí".

## Otras producciones
Su producción no es muy amplia y es consumido principalmente en el País Vasco, La Rioja, Navarra, Cantabria y norte de la provincia de Burgos, extendiéndose poco a poco a otras zonas gracias a la restauración.